# Eric M. Nilsson
Eric Michel Nilsson, född 20 december 1935 i Bryssel, är en svensk filmskapare.
Eric M. Nilsson föddes i Bryssel av en belgisk mor och svensk far. Han utbildade sig till spelfilmsregissör på den anrika filmskolan IDHEC. 1951 flyttade familjen till Sverige där han har producerat en mängd filmer för SVT, väl över hundra titlar. Eric M. Nilsson är mest känd för sina experimentella och nyskapande dokumentärfilmer, ofta inom genren essäfilm.
Eric M. Nilsson fick Bo Widerberg-stipendiet 1998. Han har även vunnit Guldantennen (1996) och en Guldbagge (1978). 2019 utkom en antologi om Nilsson, Apropå Eric M. – En antologi om Eric M. Nilssons filmer på förlaget Trolltrumma, med bidrag av bl.a. filmforskarna Maaret Koskinen och Jan Holmberg, samt författarna Peter Törnqvist och Johan Jönson.

## Filmer i urval
- The Shanes (1965)
- I Tunisien – Efter en resa och ett samtal (1967)
- I Tunisien – Skottårets 366:e dag (1967)
- I Tunisien – Djamilja, berättelsen om en kvinna i Tunis (1967)
- Ormgard (1967)
- En skola (1968), om Waldorfskolan Kristofferskolan
- Att vara eller inte få vara ... (1969)
- % (1970)
- En svensk tiger (1970)
- XPZ Bibliotek (1974)
- Röster från Stora Kopparberg (1976)
- Elektrostålugn 2 (1976)
- Vad som helst ... till synes (1977)
- +-0° (1978)
- Brutal (1980)
- Kameliapojken (1983)
- Anonym (1991)
- Dubbla verkligheter (1995)
- Vad tänker du på? Ingenting ... (2000)